# Naif Almas
Naif Mousa Saeed Almas (tiếng Ả Rập: نايف موسى سعيد ألماس; sinh ngày 18 tháng 1 năm 2000) là một cầu thủ bóng đá chuyên nghiệp người Ả Rập Xê Út hiện đang thi đấu ở vị trí hậu vệ cho câu lạc bộ Al-Fayha.

## Danh hiệu

### Câu lạc bộ
Al-Nassr
- Siêu cúp Ả Rập Xê Út: 2019

### Quốc tế
U-20 Ả Rập Xê Út
- Cúp bóng đá U-20 châu Á: 2018